# Conservatoire à rayonnement régional du Grand Nancy
Le conservatoire à rayonnement régional du Grand Nancy (autrefois Conservatoire national de région de Nancy) est un conservatoire à rayonnement régional, établissement d'enseignement artistique agréé et contrôlé par l'État (direction générale de la Création artistique du ministère de la Culture et de la Communication), représenté par la direction régionale des Affaires culturelles (DRAC). Il propose trois spécialités : musique, art dramatique et chorégraphie. Il est situé dans l'ancienne manufacture des tabacs à Nancy en Meurthe-et-Moselle (France). Il est géré par la Métropole du Grand-Nancy.

## Histoire
L'école municipale de musique de Nancy est créée en 1882 par François Volland, maire de Nancy.
Dès 1884, par la signature d'une convention entre la ville de Nancy et l'État, le conservatoire devient l'École nationale de musique, succursale du Conservatoire de Paris. Il devient conservatoire national de région en 1968. Depuis décembre 1978, le conservatoire relève du district urbain de Nancy, puis de la communauté urbaine du Grand Nancy en lieu et place de la ville de Nancy. Il est implanté durant de longues années rue Chanzy, derrière la salle Poirel, avant d'emménager dans les locaux actuels rue Michel-Ney en septembre 1987,, dans les locaux réaménagés de l’ancienne manufacture des Tabacs.
Une salle de concert du conservatoire a autrefois porté le nom du compositeur Florent Schmitt.

### Les directeurs
Édouard Brunel est le premier directeur de l’établissement. Nommé en 1884, il démissionne deux ans plus tard pour des raisons de santé. Gustave Sandré prend sa succession, mais il est bientôt remplacé par Théodore Gluck, ancien chef de musique militaire, en 1888. La même année, ce dernier inaugure les nouveaux locaux rue Chanzy, et l'année suivante, la salle Victor Poirel.
En 1894, Joseph-Guy Ropartz est nommé directeur. Il donne une nouvelle impulsion à l’établissement et dirige l'orchestre du Conservatoire, qui joue régulièrement dans la salle Poirel. En 1919, il est nommé au Conservatoire de Strasbourg et cède sa place à Alfred Bachelet, qui reste en poste jusqu’en 1944, année de son décès.
Marcel Dautremer exerce la fonction à partir de 1946, et c'est sous sa direction, en 1968, que l’école de musique devint Conservatoire national de région (CNR), grâce à la réforme Landowski. Les classes à horaires aménagés musique (CHAM) sont créées et le nombre d’élèves s’accroit rapidement.
En 1969, Noël Lancien (1934-1999) en devient le directeur.
De 1997 à 2006, l’établissement est dirigé par Jean-Marie Quenon, qui met en place le système des cycles, crée et développe les différents orchestres, ainsi que les départements de musique ancienne et jazz. Ensuite, Jean-Philippe Navarre, jusqu’en juin 2014, puis Olivier Périn, d'avril 2015 à septembre 2023 en ont été directeur.
Entre 2024 et janvier 2025, Boris Vidal est le directeur du conservatoire. Il se suicide le 11 janvier 2025.
Depuis Joseph-Guy Ropartz jusqu’à Noël Lancien, tous ont dirigé l’Orchestre symphonique et lyrique de Nancy, qui s’appelait à l’époque Orchestre du conservatoire de Nancy et qui accueillait des solistes renommés. La rupture s’établit cependant en 1979.

### La bibliothèque
D'après Le conservatoire et les concerts de Nancy : à l'occasion du 100e concert populaire (1881-1897), une bibliothèque aurait dès les débuts été mise en place pour répondre aux demandes du corps professoral et des élèves. Elle se serait développée parallèlement au conservatoire.
La bibliothèque est alors constituée dans l'essentiel du fonds de matériels dont usait l'orchestre du Conservatoire pour ses représentations à la salle Poirel. Il s'y trouvait aussi quelques périodiques, des partitions et des ouvrages de musicologie.
Dans le règlement organique du conservatoire de 1938, on peut lire le propos suivant : « Les ouvrages de la bibliothèque […] doivent servir, avant tout, à l'enseignement dans les classes et à l'exécution des concerts » (article 60). Le fonds de la bibliothèque ne permet pas alors de proposer régulièrement le prêt à domicile : « Par exception, lorsque le nombre des ouvrages ou instruments est plus que suffisant pour le service des classes et des concerts, les professeurs et les élèves peuvent être autorisés par le Directeur à les emprunter à domicile […] » (article 61).
Un inventaire de 1962 décrit par ailleurs le mobilier et les collections de la bibliothèque. D'après ce document, le fonds est composé de « 450 partitions reliées ou non pour le piano seul, ou piano et chant et divers instruments, 500 matériels d'orchestre, 95 œuvres pour chœurs, 250 livres divers, bibliographiques, etc. ». En 1968, alors que l’école de musique devient l'un des premiers Conservatoires nationaux de région, avec 580 élèves, la bibliothèque n’effectue cette même année qu’une quarantaine de prêts.
Plus tard, le nombre d'élèves grossit fortement jusqu'à arriver à saturation des capacités des locaux de la rue Chanzy. Et en 1987, le conservatoire intègre donc ceux de l'ancienne manufacture des Tabacs. La bibliothèque est installée au rez-de-chaussée du bâtiment B, avec la discothèque nouvellement créée. Dès lors, le nombre de documents ne cesse de croître.

## Le CRR aujourd’hui

### Enseignement
Le conservatoire de Nancy délivre plusieurs enseignements, tant sur le plan de la musique que de la danse ou encore du théâtre.
Il propose différentes offres instrumentales :
- Les cordes : violon, alto, violoncelle, contrebasse ;
- Les vents et percussions : flûte traversière, piccolo, hautbois, basson, clarinette, saxophone, trompette, cornet, cor, trombone, tuba, percussions ;
- Les claviers et instruments polyphoniques : piano, accompagnement au piano, orgue (interprétation et improvisation), guitare, harpe ;
- Les musiques anciennes : clavecin, violon baroque, flûte à bec, traverso, basson baroque, cornet à bouquin.

Le conservatoire permet également à ses élèves de découvrir l'univers du jazz et des musiques improvisées.
Par ailleurs, en renfort aux pratiques instrumentales, un pan complet de cours de formation musicale et d'érudition est mis en place. Les élèves ont ainsi la possibilité de suivre des cours d'analyse, d'écriture, de commentaire d'écoute, de composition ou encore de gravure musicale. Et depuis peu, s'ajoutant aux pratiques collectives (orchestres, ensembles instrumentaux, musique de chambre), un cours de direction d'orchestre leur est proposé.
Le conservatoire propose aussi un enseignement dans le domaine de l'art lyrique, vocal et dramatique, avec notamment des cours de chant lyrique et de théâtre.
Dans le domaine de la danse, le conservatoire de Nancy met en place de nombreuses disciplines :
- Danse classique ;
- Danse jazz ;
- Danse contemporaine ;
- Culture chorégraphique et histoire de la danse.

### Examens
Les niveaux du CRR se décomposent de cette façon :
- 1er cycle :  1C1, 1C2, 1C3, 1C4 ;
- 2e cycle : 2C1, 2C2, 2C3, 2C4 ;
- 3e cycle : Cycle CEM (2 ans) Cycle DEM (2 ans)
- Cycle spécialisé et de perfectionnement.

Il permet aussi de prétendre depuis 2022 à la Classe de préparation à l'enseignement supérieur (CPES) en Musique et Théâtre.
À la fin de chaque phase, les élèves doivent passer un examen devant les professeurs pour prouver leurs aptitudes. De plus, à la fin de chaque cycle, les élèves doivent également passer un examen, mais devant un jury extérieur.

### Diplômes délivrés
Le conservatoire décerne un certificat d'études musicales (CEM), un certificat d'études chorégraphiques (CEC) et le certificat d'études théâtrales (CET), ainsi que les diplômes d'études chorégraphiques (DEC), musicales (DEM) ainsi que le diplôme d'études théâtrales (DET).

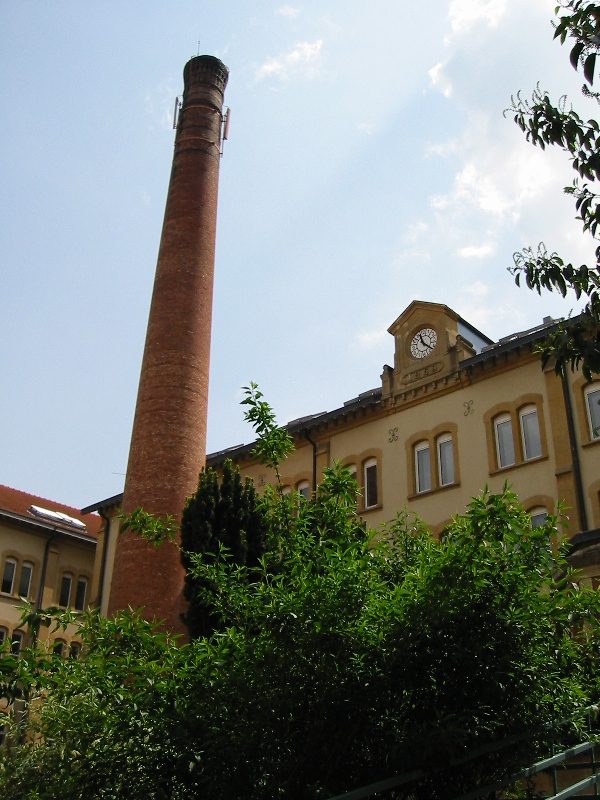
Cour intérieure du conservatoire, avec l'ancienne cheminée.

## Vie culturelle

### Partenariats
Le conservatoire, en partenariat avec l’Éducation nationale, s’inscrit dans un cycle de classes à horaires aménagés (CHAM). Les écoles primaires Didion-Raugraff (remplacées par celles d'Alfred - Mézières) et Braconnot, le collège de la Craffe ainsi que le lycée Henri-Poincaré participent à ce programme avec le bac TMD (techniques de la musique ou de la danse),. Il existe également des classes à aménagement d'horaires au collège Notre-Dame Saint-Sigisbert. Le conservatoire a également des liens avec le lycée technologique Claude-Daunot à Nancy, où existe un Brevet de Technicien des Métiers de la Musique (niveau bac) et un diplôme national des métiers d’arts et du design (DN MADE, niveau bac + 3), option régie son, lumière ou vidéo.

### Les manifestations
Souvent, le conservatoire de Nancy organise des auditions publiques. Le plus souvent, elles sont jouées par les élèves.